# Equipo Ideal de América
L'Equipo Ideal de América (in it. Squadra ideale d'America) è un premio con cadenza annuale, assegnato dal quotidiano uruguaiano El País agli undici migliori calciatori del continente americano.

## Storia
Nel 1986 l'assegnazione del premio di Calciatore sudamericano dell'anno passò dal giornale venezuelano El Mundo all'uruguaiano El País. Parallelamente a tale titolo, il periodico di Montevideo istituì il premio di Allenatore sudamericano dell'anno e la Squadra dell'anno: a quest'ultima erano ammessi esclusivamente calciatori nati in America e appartenenti a squadre del medesimo continente. Dal 1986 al 1991 i giocatori venivano selezionati ed inclusi in un 4-3-3 (anche se nel 1989 si adottò il 4-4-2), dal 1992 al 2001 in un 4-4-2 (nel 1999 venne utilizzato il 3-5-2), dal 2002 al 2003 un 3-4-3 e dal 2004 in poi nuovamente il 4-3-3.

## Edizioni

### 1986
| Ruolo | Giocatore          | Squadra            |
| ----- | ------------------ | ------------------ |
| P     | Nery Pumpido       | River Plate        |
| D     | Josimar            | Botafogo           |
| D     | Nelson Gutiérrez   | River Plate        |
| D     | Oscar Ruggeri      | River Plate        |
| D     | José Luis Cuciuffo | Vélez Sarsfield    |
| C     | Héctor Enrique     | River Plate        |
| C     | Sergio Batista     | Argentinos Juniors |
| C     | Romerito           | Fluminense         |
| A     | Antonio Alzamendi  | River Plate        |
| A     | Careca             | São Paulo          |
| A     | Roberto Cabañas    | América de Cali    |

### 1987
| Ruolo | Giocatore                | Squadra        |
| ----- | ------------------------ | -------------- |
| P     | Eduardo Pereira Martínez | Peñarol        |
| D     | Josimar                  | Flamengo       |
| D     | Nelson Gutiérrez         | River Plate    |
| D     | Obdulio Trasante         | Peñarol        |
| D     | Alfonso Domínguez        | Peñarol        |
| C     | Ricardo Giusti           | Independiente  |
| C     | José Perdomo             | Peñarol        |
| C     | Carlos Valderrama        | Deportivo Cali |
| A     | Antonio Alzamendi        | River Plate    |
| A     | Diego Aguirre            | Peñarol        |
| A     | Rubén Paz                | Racing Club    |

### 1988
| Ruolo | Giocatore            | Squadra       |
| ----- | -------------------- | ------------- |
| P     | Jorge Seré           | Nacional      |
| D     | José Pintos Saldanha | Nacional      |
| D     | Fernando Astengo     | Gremio        |
| D     | Hugo de León         | Nacional      |
| D     | Alfonso Domínguez    | Peñarol       |
| C     | Giovanni Silva       | Vasco da Gama |
| C     | Sergio Batista       | River Plate   |
| C     | Rubén Paz            | Racing Club   |
| A     | Ernesto Vargas       | Nacional      |
| A     | Rubén Da Silva       | River Plate   |
| A     | Arnoldo Iguarán      | Millonarios   |

### 1989
| Ruolo | Giocatore            | Squadra           |
| ----- | -------------------- | ----------------- |
| P     | René Higuita         | Atlético Nacional |
| D     | Mazinho              | Vasco da Gama     |
| D     | Juan Simón           | Boca Juniors      |
| D     | Hugo de León         | Nacional          |
| D     | Alfonso Domínguez    | Peñarol           |
| C     | Santiago Ostolaza    | Nacional          |
| C     | Sergio Batista       | River Plate       |
| C     | Álex Aguinaga        | Necaxa            |
| C     | Ricardo Bochini      | Independiente     |
| A     | Bebeto               | Vasco da Gama     |
| A     | Carlos Alfaro Moreno | Independiente     |

### 1990
| Ruolo | Giocatore             | Squadra           |
| ----- | --------------------- | ----------------- |
| P     | René Higuita          | Atlético Nacional |
| D     | Fabián Basualdo       | River Plate       |
| D     | Juan Simón            | Boca Juniors      |
| D     | Felipe Revelez        | Nacional          |
| D     | Carlos Enrique        | River Plate       |
| C     | Leonel Álvarez        | Atlético Nacional |
| C     | Santiago Ostolaza     | Cruz Azul         |
| C     | Luis Monzón           | Olimpia           |
| A     | Rubén Da Silva        | River Plate       |
| A     | Raúl Vicente Amarilla | Olimpia           |
| A     | Adriano Samaniego     | Olimpia           |

### 1991
| Ruolo | Giocatore               | Squadra              |
| ----- | ----------------------- | -------------------- |
| P     | Patricio Toledo         | Universidad Católica |
| D     | Gabriel Mendoza         | Colo-Colo            |
| D     | José Del Solar          | Universidad Católica |
| D     | Oscar Ruggeri           | Vélez Sársfield      |
| D     | Hólger Quiñónez         | Emelec               |
| C     | Leonardo Astrada        | River Plate          |
| C     | Juan José Borrelli      | River Plate          |
| C     | Diego Latorre           | Boca Juniors         |
| A     | Mário Tilico            | Cruzeiro             |
| A     | Julio César Dely Valdés | Nacional             |
| A     | Ramón Díaz              | River Plate          |

### 1992
| Ruolo | Giocatore           | Squadra               |
| ----- | ------------------- | --------------------- |
| P     | Sergio Goycochea    | Cerro Porteño Olimpia |
| D     | Cafu                | São Paulo             |
| D     | Fernando Gamboa     | Newell's              |
| D     | Fernando Cáceres    | River Plate           |
| D     | Julio César Saldaña | Newell's              |
| C     | Júnior              | Flamengo              |
| C     | Boiadeiro           | Cruzeiro              |
| C     | Alberto Márcico     | Boca Juniors          |
| C     | Raí                 | São Paulo             |
| A     | Alberto Acosta      | San Lorenzo           |
| A     | Renato Gaúcho       | Cruzeiro              |

### 1993
| Ruolo | Giocatore         | Squadra           |
| ----- | ----------------- | ----------------- |
| P     | Sergio Goycoechea | Olimpia           |
| D     | Cafu              | São Paulo         |
| D     | Luis Carlos Perea | Indepte. Medellín |
| D     | Fernando Kanapkis | Nacional          |
| D     | Luis Capurro      | Emelec            |
| C     | Carlos Valderrama | Junior            |
| C     | Leonel Álvarez    | América de Cali   |
| C     | Diego Maradona    | Newell's Old Boys |
| C     | Marco Etcheverry  | Colo-Colo         |
| A     | Freddy Rincón     | Palmeiras         |
| A     | Müller            | São Paulo F.C.    |

### 1994
| Ruolo | Giocatore           | Squadra         |
| ----- | ------------------- | --------------- |
| P     | José Luis Chilavert | Vélez Sársfield |
| D     | Cafu                | São Paulo       |
| D     | Roberto Ayala       | River Plate     |
| D     | Ricardo Rocha       | Vasco de Gama   |
| D     | Branco              | Corinthians     |
| C     | Enzo Francescoli    | River Plate     |
| C     | Zinho               | Palmeiras       |
| C     | Ariel Ortega        | River Plate     |
| C     | Albeiro Usuriaga    | Independiente   |
| A     | Sebastián Rambert   | Independiente   |
| A     | Gustavo López       | Independiente   |

### 1995
| Ruolo | Giocatore           | Squadra         |
| ----- | ------------------- | --------------- |
| P     | José Luis Chilavert | Vélez Sársfield |
| D     | Cafu                | São Paulo       |
| D     | Roberto Trotta      | Vélez Sársfield |
| D     | Carlos Gamarra      | Internacional   |
| D     | Luis Capurro        | Emelec          |
| C     | Leonel Álvarez      | América de Cali |
| C     | Eber Moas           | América de Cali |
| C     | Enzo Francescoli    | River Plate     |
| C     | Diego Maradona      | Boca Juniors    |
| A     | Romário             | Flamengo        |
| A     | Edmundo             | Flamengo        |

### 1996
| Ruolo | Giocatore           | Squadra                          |
| ----- | ------------------- | -------------------------------- |
| P     | José Luis Chilavert | Vélez Sársfield                  |
| D     | Francisco Arce      | Grêmio                           |
| D     | Celso Ayala         | River Plate                      |
| D     | Carlos Gamarra      | Internacional RS                 |
| D     | Juan Pablo Sorín    | River Plate                      |
| C     | Roberto Acuña       | Independiente                    |
| C     | Palhinha            | Cruzeiro                         |
| C     | Carlos Valderrama   | Junior                           |
| C     | Enzo Francescoli    | River Plate                      |
| A     | Ariel Ortega        | River Plate                      |
| A     | Marcelo Salas       | Universidad de Chile River Plate |

### 1997
| Ruolo | Giocatore                   | Squadra         |
| ----- | --------------------------- | --------------- |
| P     | José Luis Chilavert         | Vélez Sársfield |
| D     | Francisco Arce              | Grêmio          |
| D     | Celso Ayala                 | River Plate     |
| D     | Jorge Bermúdez              | Boca Juniors    |
| D     | Nolberto Solano             | Boca Juniors    |
| C     | Leonardo Astrada            | River Plate     |
| C     | Denílson de Oliveira Araújo | São Paulo       |
| C     | Marcelo Gallardo            | River Plate     |
| C     | Enzo Francescoli            | River Plate     |
| A     | Marcelo Salas               | River Plate     |
| A     | Edmundo                     | Vasco da Gama   |

### 1998
| Ruolo | Giocatore           | Squadra            |
| ----- | ------------------- | ------------------ |
| P     | José Luis Chilavert | Vélez Sársfield    |
| D     | Francisco Arce      | Palmeiras          |
| D     | Carlos Gamarra      | Corinthians        |
| D     | Jorge Bermúdez      | Boca Juniors       |
| D     | Felipe              | Vasco da Gama      |
| C     | Diego Cagna         | Boca Juniors       |
| C     | Mauricio Serna      | Boca Juniors       |
| C     | Marcelo Gallardo    | River Plate        |
| C     | Marcelinho Carioca  | Corinthians        |
| A     | Martín Palermo      | Boca Juniors       |
| A     | Luis Hernández      | Necaxa Tigres UANL |

### 1999
| Ruolo | Giocatore           | Squadra         |
| ----- | ------------------- | --------------- |
| P     | José Luis Chilavert | Vélez Sársfield |
| D     | Francisco Arce      | Palmeiras       |
| D     | Iván Ramiro Córdoba | San Lorenzo     |
| D     | Walter Samuel       | Boca Juniors    |
| C     | Vampeta             | Corinthians     |
| C     | Álex                | Palmeiras       |
| C     | Juan Román Riquelme | Boca Juniors    |
| C     | Pablo Aimar         | River Plate     |
| C     | Freddy Rincón       | Corinthians     |
| A     | Ronaldinho          | Gremio          |
| A     | Javier Saviola      | River Plate     |

### 2000
| Ruolo | Giocatore           | Squadra       |
| ----- | ------------------- | ------------- |
| P     | Óscar Córdoba       | Boca Juniors  |
| D     | Francisco Arce      | Palmeiras     |
| D     | Carlos Gamarra      | Flamengo      |
| D     | Jorge Bermúdez      | Boca Juniors  |
| D     | Juan Pablo Sorín    | Cruzeiro      |
| C     | Mauricio Serna      | Boca Juniors  |
| C     | Juan Román Riquelme | Boca Juniors  |
| C     | Pablo Aimar         | River Plate   |
| C     | Juninho Paulista    | Vasco da Gama |
| A     | Romário             | Vasco da Gama |
| A     | Martín Palermo      | Boca Juniors  |

### 2001
| Ruolo | Giocatore           | Squadra       |
| ----- | ------------------- | ------------- |
| P     | Óscar Córdoba       | Boca Juniors  |
| D     | Francisco Arce      | Palmeiras     |
| D     | Mario Yepes         | River Plate   |
| D     | Alejandro Lembo     | Nacional      |
| D     | Juan Pablo Sorín    | Cruzeiro      |
| C     | Mauricio Serna      | Boca Juniors  |
| C     | Juan Román Riquelme | Boca Juniors  |
| C     | Ariel Ortega        | River Plate   |
| C     | Andrés D'Alessandro | River Plate   |
| C     | Juninho Paulista    | Vasco da Gama |
| A     | Romário             | Vasco da Gama |

### 2002
| Ruolo | Giocatore              | Squadra           |
| ----- | ---------------------- | ----------------- |
| P     | Sebastián Saja         | San Lorenzo       |
| D     | Francisco Arce         | Palmeiras         |
| D     | Gabriel Milito         | Independiente     |
| D     | Alejandro Lembo        | Nacional          |
| C     | Sergio Órteman         | Olimpia           |
| C     | Kaká                   | Sao Paulo FC      |
| C     | Freddy Grisales        | Atlético Nacional |
| C     | Andrés D'Alessandro    | River Plate       |
| A     | Marcelo Delgado        | Boca Juniors      |
| A     | José Saturnino Cardozo | Deportivo Toluca  |
| A     | Robinho                | Santos            |

### 2003
| Ruolo | Giocatore              | Squadra      |
| ----- | ---------------------- | ------------ |
| P     | Roberto Abbondanzieri  | Boca Juniors |
| D     | Elano                  | Santos       |
| D     | Rolando Schiavi        | Boca Juniors |
| D     | Clemente Rodríguez     | Boca Juniors |
| C     | Sebastián Battaglia    | Boca Juniors |
| C     | Marcelo Sosa           | Danubio      |
| C     | Diego                  | Santos       |
| C     | Álex                   | Cruzeiro     |
| A     | Carlos Tévez           | Boca Juniors |
| A     | José Saturnino Cardozo | Toluca       |
| A     | Robinho                | Santos       |

### 2004
| Ruolo | Giocatore              | Squadra      |
| ----- | ---------------------- | ------------ |
| P     | Juan Carlos Henao      | Once Caldas  |
| D     | Cicinho                | São Paulo    |
| D     | Diego Lugano           | São Paulo    |
| D     | Rolando Schiavi        | Boca Juniors |
| D     | Léo                    | Santos       |
| C     | Javier Mascherano      | River Plate  |
| C     | Elano                  | Santos       |
| C     | Lucho González         | River Plate  |
| A     | Carlos Tévez           | Boca Juniors |
| A     | José Saturnino Cardozo | Toluca       |
| A     | Robinho                | Santos       |

### 2005
| Ruolo | Giocatore         | Squadra                 |
| ----- | ----------------- | ----------------------- |
| P     | Rogério Ceni      | São Paulo               |
| D     | Cicinho           | São Paulo               |
| D     | Diego Lugano      | São Paulo               |
| D     | Carlos Gamarra    | Palmeiras               |
| D     | Gustavo Nery      | Corinthians             |
| C     | Javier Mascherano | River Plate Corinthians |
| C     | Fernando Gago     | Boca Juniors            |
| C     | Daniel Bilos      | Banfield                |
| A     | Carlos Tévez      | Corinthians             |
| A     | Rodrigo Palacio   | Boca Juniors            |
| A     | Sergio Agüero     | Independiente           |

### 2006
| Ruolo | Giocatore            | Squadra               |
| ----- | -------------------- | --------------------- |
| P     | Rogério Ceni         | São Paulo             |
| D     | Hugo Ibarra          | Boca Juniors          |
| D     | Daniel Díaz          | Boca Juniors          |
| D     | Fabão                | São Paulo             |
| C     | Fernando Gago        | Boca Juniors          |
| C     | Juan Sebastián Verón | Estudiantes La Plata  |
| C     | Matías Fernández     | Colo-Colo             |
| C     | Rodrigo Palacio      | Boca Juniors          |
| A     | Gonzalo Higuaín      | River Plate           |
| A     | Humberto Suazo       | Colo-Colo             |
| A     | Fernandão            | Inter de Porto Alegre |

### 2007
| Ruolo | Giocatore               | Squadra        |
| ----- | ----------------------- | -------------- |
| P     | Guillermo Ochoa         | Club América   |
| D     | Hugo Ibarra             | Boca Juniors   |
| D     | Paulo da Silva Barrios  | Toluca         |
| D     | Claudio Morel Rodríguez | Boca Juniors   |
| C     | Jorge Valdivia          | Palmeiras      |
| C     | Éver Banega             | Boca Juniors   |
| C     | Diego Valeri            | Lanús          |
| C     | Fernando Belluschi      | River Plate    |
| A     | Carlos Villanueva       | Audax Italiano |
| A     | Salvador Cabañas        | Club América   |
| A     | Radamel Falcao García   | River Plate    |

### 2008
| Ruolo | Giocatore               | Squadra                 |
| ----- | ----------------------- | ----------------------- |
| P     | José Francisco Cevallos | Liga de Quito           |
| D     | Marcos Angeleri         | Estudiantes de La Plata |
| D     | Julio César Cáceres     | Boca Juniors            |
| D     | Thiago Silva            | Fluminense              |
| D     | Claudio Morel Rodríguez | Boca Juniors            |
| C     | Andrés D'Alessandro     | Inter de Porto Alegre   |
| C     | Juan Sebastián Verón    | Estudiantes de La Plata |
| C     | Juan Román Riquelme     | Boca Juniors            |
| A     | Alex                    | Inter de Porto Alegre   |
| A     | Nilmar                  | Inter de Porto Alegre   |
| A     | Salvador Cabañas        | Club América            |

### 2009
| Ruolo | Giocatore            | Squadra                           |
| ----- | -------------------- | --------------------------------- |
| P     | Miguel Pinto         | Universidad de Chile              |
| D     | Néicer Reasco        | Liga de Quito                     |
| D     | Leandro Desábato     | Estudiantes De La Plata           |
| D     | Nicolás Otamendi     | Vélez Sarsfield                   |
| C     | Gary Medel           | Universidad Católica Boca Juniors |
| C     | Nicolás Lodeiro      | Nacional                          |
| C     | Édison Méndez        | Liga de Quito                     |
| C     | Juan Sebastián Verón | Estudiantes De La Plata           |
| A     | Humberto Suazo       | Monterrey                         |
| A     | Salvador Cabañas     | América                           |
| A     | Claudio Bieler       | Liga de Quito                     |

### 2010
| Ruolo | Giocatore            | Squadra                 |
| ----- | -------------------- | ----------------------- |
| P     | Hilario Navarro      | Independiente           |
| D     | Néicer Reasco        | Liga de Quito           |
| D     | Leandro Desábato     | Estudiantes De La Plata |
| D     | Mauricio Victorino   | Universidad de Chile    |
| C     | Egidio Arévalo       | Peñarol                 |
| C     | Giuliano             | Internacional           |
| C     | Andres D'Alessandro  | Internacional           |
| C     | Juan Sebastián Verón | Estudiantes De La Plata |
| C     | Darío Conca          | Fluminense              |
| A     | Santiago Silva       | Velez Sarsfield         |
| A     | Neymar               | Santos                  |

### 2011
| Ruolo | Giocatore           | Squadra              |
| ----- | ------------------- | -------------------- |
| P     | Johnny Herrera      | Universidad de Chile |
| D     | Néicer Reasco       | Liga de Quito        |
| D     | Marcos González     | Universidad de Chile |
| D     | Rolando Schiavi     | Newell's Old Boys    |
| D     | Clemente Rodríguez  | Boca Juniors         |
| C     | Egidio Arévalo      | Club Tijuana         |
| C     | Ganso               | Santos               |
| C     | Juan Román Riquelme | Boca Juniors         |
| A     | Neymar              | Santos               |
| A     | Hernán Barcos       | LDU Quito            |
| A     | Eduardo Vargas      | Universidad de Chile |

### 2012
| Ruolo | Giocatore          | Squadra                  |
| ----- | ------------------ | ------------------------ |
| P     | Agustín Orión      | Boca Juniors             |
| D     | Matías Rodríguez   | Universidad de Chile     |
| D     | Osvaldo González   | Universidad de Chile     |
| D     | Aquivaldo Mosquera | América                  |
| D     | Eugenio Mena       | Universidad de Chile     |
| C     | Pablo Guiñazú      | Sport Club Internacional |
| C     | Charles Aránguiz   | Universidad de Chile     |
| C     | Walter Montillo    | Cruzeiro Esporte Clube   |
| C     | Ronaldinho         | Atlético Mineiro         |
| A     | Neymar             | Santos                   |
| A     | Paolo Guerrero     | Corinthians              |